# Malá Hleďsebe
Malá Hleďsebe (německy Klein Siehdichfür) je malá vesnice, část obce Velká Hleďsebe v okrese Cheb v Karlovarském kraji. Nachází se asi dva kilometry jihozápadně od Velké Hleďsebe. Je zde evidováno 16 adres. V roce 2011 zde trvale žilo 20 obyvatel.
Malá Hleďsebe je také název katastrálního území o rozloze 0,89 km².

## Historie
První písemná zmínka o vesnici pochází z roku 1587.

## Obyvatelstvo
Při sčítání lidu v roce 1921 zde žilo 166 obyvatel, všichni německé národnosti, kteří se hlásili k římskokatolické církvi.
| Rok            | 1869 | 1880 | 1890 | 1900 | 1910 | 1921 | 1930 | 1950 | 1961 | 1970 | 1980 | 1991 | 2001 | 2011 | 2021 |
| -------------- | ---- | ---- | ---- | ---- | ---- | ---- | ---- | ---- | ---- | ---- | ---- | ---- | ---- | ---- | ---- |
| Počet obyvatel | 135  | 142  | 132  | 195  | 172  | 166  | 165  | 41   | 37   | 37   | 24   | 23   | 22   | 20   | 20   |
| Počet domů     | 24   | 24   | 25   | 28   | 29   | 29   | 31   | 12   | -    | 9    | 8    | 10   | 8    | 11   | 12   |

## Obecní správa
Při sčítání lidu v letech 1850–1879 Malá Hleďsebe byla osadou obce Velká Hleďsebe v okrese Planá. V letech 1890–1956 byla samostatnou obcí, se kterým patřil nejprve do okresu Planá, ale v letech 1900–1950 v okrese Mariánské Lázně. V letech 1957–1976 byla znovu částí obce Velká Hleďsebe, se kterým patřila nejprve do okresu Mariánské Lázně, ale od roku 1960 v okrese Cheb. Od 1. dubna 1976 do 23. listopadu 1990 byla částí obce Mariánské Lázně v okrese Cheb. Od 24. listopadu 1990 je opět částí obce Velká Hleďsebe v okrese Cheb.